# Duško Milinković
Pour les articles homonymes, voir Milinković.
Dušan « Duško » Milinković (serbe : Душко Милинковић) (né le 2 décembre 1960 à Čačak en RFS Yougoslavie) est un joueur de football serbe, international olympique yougoslave.

## Palmarès
- FK Rad
  - 1 fois meilleur buteur du championnat de Yougoslavie : 1987-88